# 佩恩斯克里克 (加利福尼亞州)
佩恩斯克里尭克（英語：Paynes Creek）是位於美國加利福尼亞州蒂黑馬縣的一個人口普查指定地區。

## 地理
佩恩斯克里尭克的座標為40°20′40″N 121°54′47″W / 40.34444°N 121.91306°W，而該地最高點為海拔高度594米（即1949英尺）。

## 人口
根據2010年美國人口普查的數據，佩恩斯克里尭克的面積為8.885平方千米，當中陸地面積為8.881平方千米，而水域面積為0.004平方千米。當地共有人口57人，而人口密度為每平方千米6人。